# Кляпово (Удмуртия)
Кляпово — деревня в Глазовском районе Удмуртии, входит в состав муниципального образования «Понинское».

## Название
По мнению местных жителей, существует легенда, о хозяйке из большого семейства Кляпов, которая месила тесто для приготовления хлеба. Тесто упало в воду со звуком «кляп-п». Отсюда и пошла деревня Кляпгурт — Кляпово .

## География
Деревня расположена в 31 километре северо-восточнее административного центра района — города Глазова на реке Поршур. На высоте 206 метров над уровнем моря.
Улицы
| - ул. Фермская, - ул. центральная, |

## История
Первое из обнаруженных письменных упоминаний о деревне Кляповской относится к 1782 году. К началу XIX века деревня являлась центром Кляповской волости и в ней насчитывалось 33 семьи. Основные фамилии Кунаевы, Баженовы.

В 1818 году в 21 хозяйстве деревни проживало 139 мужчин и 141 женщина (280 человек).

Во время гражданской войны деревня много раз переходила из рук в руки. Местные жители прятались в подпольях. Воюющие увозили в неизвестном направлении молодых девушек, некоторые из них так и не вернулись. Убитых красноармейцев похоронили в общую могилу недалеко от деревни. Теперь эта братская могила называется Мося нюк, то есть Мосин лог.

В 1930 году был отрганизован колхоз «Красные орлы», но крестьяне отказывались в него вступать, уходили к «пермякам». Многих жителей деревни раскулачили. Единоличные хозяйства в деревне оставались вплоть до 1939 года.
В середине тридцатых годов в деревне была открыта начальная школа- четырехлетка, которая располагалась у реки Поршур. Она работала вплоть до её закрытия в 60-е годы XX века.

На реке Омуть была построена мельница «Володя вуко». Мельница состояла из двух половин: первая — сама мельница, а вторая — нары для ночлега. Это был дом-мельница, поэтому её ещё называли «Гербень». Молоть муку приезжали и с соседних деревень.
На полях сражений Великой Отечественной войны погибло 52 жителя деревни. В годы войны основной рабочей силой были женщины и дети, которым пришлось работать даже тракторах.
В 1950 году в деревне Кляпово был создан укрупненный колхоз на основании решения Понинского райсовета и общих собраний мелких сельхозартелей «Красные орлы», «Работник», «Чаново», «1 мая». В образованный колхоз имени Сталина вошли деревни Кляпово, Митино, Чаново, Чульчопи, Шаньгопи.
26 февраля 1960 года земля, общественное имущество и члены Колхода имени Сталина перешли в совхоз «Понинский».

В 2010 году в деревне проживало 23 человека. Подавляющая часть жителей — пенсионеры.

## Население
| 1876 | 2010 | 2012 |
| ---- | ---- | ---- |
| 66   | ↘20  | ↘17  |

## Топографические карты
- Лист карты O-39-XVII Глазов. Масштаб: 1 : 200 000. Состояние местности на 1984 год. Издание 1993 г.